# Verbi relativamente impersonali
Oltre ai verbi assolutamente impersonali, in latino esistono anche i verbi relativamente impersonali che vengono utilizzati impersonalmente soltanto alla terza persona singolare e plurale. I principali sono:
- decet, decuit, decere, "si addice, conviene";
- dedecet, dedecuit, dedecere, "non si addice, è sconveniente";
- fallit, fefellit, fallere , "sfugge, inganna";
- fugit, fugit, fugere, "sfugge";
- iuvat, iuvit, iuvare, "piace";
- latet, latuit, latere, "sta nascosto, sfugge".

## Costruzione dei verbi relativamente impersonali
I verbi relativamente impersonali si costruiscono:
- Con l'accusativo della persona cui si addice, piace o sfugge qualcosa;
- per quanto riguarda la cosa che si addice, che piace o che sfugge, si può trovare, a seconda dei casi: il nominativo, se la cosa è costituita da un nome o un pronome, l'infinito, se la cosa è costituita da un verbo, una frase infinitiva se la cosa è costituita da una frase.

## Frasi con verbi relativamente impersonali
| «Te decet hymnus, Deus in Sion»           |
| «In Sion, Signore, Ti si addice la lode » |